# Jordi Culé
Jordi Culé es un personaje de dibujos animados creado por Óscar Nebreda, que fue utilizado por la cadena de televisión catalana TV3 en las retransmisiones de los partidos de fútbol durante la primera mitad de los años 1990. Sus apariciones, sobreimpresionadas en pantalla, se limitaban a goles, oportunidades y jugadas polémicas. Le ponía voz Carles Gené.
El personaje se caracterizaba por ser un seguidor acérrimo del Fútbol Club Barcelona, ataviado con corbata y gorro azulgrana. Representa "el culé típico de grada, que va a todos los partidos", según su creador. La animación comenzó a aparecer desde la temporada 1990/91, y aunque sus apariciones se redujeron con el paso del tiempo, Jordi Culé fue protagonista de las retransmisiones deportivas durante las cuatro ligas consecutivas del FC Barcelona a las órdenes de Johann Cruyff.

## Historia

### Orígenes
A comienzos de la temporada 1990/91 de Primera División, el dibujante Óscar Nebreda, fundador de la revista satírica El Jueves, recibió un encargo de la televisión pública catalana. El entonces jefe de deportes de la casa, Tatxo Benet, y el jefe de producción, Jaume Roures, le pidieron una serie de personajes animados que se introducirían durante las retransmisiones de los partidos. El modelo era pionero en las emisiones españolas, y estaba basado en el utilizado por algunos países durante el Mundial de Italia 1990, cuando aparecían animaciones de la mascota Ciao con cada gol.
De este modo nació Jordi Culé Catalá, un estereotipo del aficionado del FC Barcelona muy implicado con las acciones de su equipo. En un principio, la serie no estaba limitada al Barcelona y también se había proyectado un hincha del RCD Español -el otro equipo de Cataluña en la Liga-, un árbitro y un seguidor del Real Madrid, el rival tradicional. Sin embargo, la buena aceptación de Jordi Culé entre los seguidores azulgrana le confirmó como el personaje principal en las retransmisiones.

### Polémica
Su primera aparición se produjo en la segunda jornada de liga, disputada el 8 de septiembre de 1990. En un partido entre Sevilla CF y Real Madrid, el delantero madridista Hugo Sánchez falló un penalti que detuvo Juan Carlos Unzué. En ese momento, TV3 introdujo una animación de Jordi Culé en la que hacía una pedorreta y se marchaba riendo.
Aunque esta imagen solo pudo verse por TV3, las críticas trascendieron fuera de Cataluña. El Real Madrid presentó una queja formal contra Televisió de Catalunya, y anunció un veto a las cámaras del grupo. Entre las principales quejas, se criticó que el personaje era "demasiado parcial" para una televisión pública y una "falta de respeto" para con el club. Entre los jugadores, Rafael Gordillo calificó el asunto de "payasada" mientras que Hugo Sánchez lo consideró "irrespetuoso". Por su parte, el dibujante Óscar Nebreda se mostró sorprendido por el uso de Jordi Culé para ese partido.
El incidente se resolvió después de que Roures pidiera disculpas por carta a Ramón Mendoza, presidente del club madrileño. Al mismo tiempo, la cadena defendió el trabajo de Óscar Nebreda y confirmó que "continuará emitiéndose". Las sobreimpresiones de Jordi Culé en posteriores partidos fueron menos polémicas, y se limitaron a partidos del FC Barcelona, jugadas polémicas y goles. Por ejemplo, durante el tiempo que Romario fue azulgrana y marcaba un gol, Jordi Culé salía a celebrarlo con brasileñas vestidas como bailarinas de samba.
Jordi Culé dejó de aparecer a finales de los años 1990, y las sobreimpresiones de TV3 durante los partidos de fútbol se limitaron al marcador, estadísticas, publicidad y tiempo de juego.